# Jesse van Muylwijck
Jesse van Muylwijck (né en 1961) est un auteur de bande dessinée néerlandais.

## Biographie
Il est connu pour De rechter (nl), un comic strip humoristique mettant en scène un juge, publié depuis 1993 dans différents titres néerlandais.
Van Muijlwijck et sa famille résident depuis 2005 à Courtenay, dans l'ouest du Canada.

## Récompense
- 2010 : Prix Stripschap, pour l'ensemble de son œuvre.